# オンレゾナンス
核磁気共鳴におけるオンレゾナンスとは、核スピンの共鳴周波数と、コイルでRF照射する回転磁場の周波数とが一致するときのこと。
他方で、周波数に差がある時はオフレゾナンスという。
回転磁場の回転周期は実験者が設定できるため、共鳴周波数の異なる磁化が複数ある場合、特定の磁化に対してはオンレゾナンスに設定できる。しかし、その他の磁化についてはオフレゾナンスになってしまう。
回転座標系では、回転磁場は静止してみえる。オンレゾナンスの場合、最初はZ軸方向にあったマクロな磁化はY軸のまわりに回転してXZ平面を下りてくる。オフレゾナンスの場合は、回転周波数がずれているために、Z軸まわりの回転運動もズレの分だけ残ってしまい、歪んだ軌道を描いて下りてくることになる。